# Ginnastica artistica ai Giochi olimpici
La ginnastica artistica fa parte del programma dei Giochi olimpici sin dalla prima edizione di Atene 1896. Inizialmente era una gara riservata agli uomini; a partire dalle Olimpiadi di Amsterdam 1928 anche le donne possono partecipare alla competizione.

## Qualificazione
Fino alle Olimpiadi di Tokyo 2020, le qualificazioni si basavano sui risultati ottenuti ai Mondiali pre-olimpici e al Test Event, solitamente in programma a gennaio dell'anno olimpico.
Le prime otto squadre classificate nel concorso maschile e femminile dei Campionati Mondiali si qualificavano direttamente ai Giochi olimpici. Quelle classificate tra il nono e il sedicesimo posto partecipavano al Test Event pre-olimpico che qualificava altre quattro squadre. I vincitori di medaglie individuali avevano accesso diretto ai Giochi.
Al Test-Event i ginnasti si qualificavano in base ad una competizione all-around, anche se erano interessati a partecipare poi ad un solo attrezzo alle competizioni olimpiche. Questo meccanismo lasciava poco spazio agli specialisti e, ad esempio, escluse il campione olimpico al cavallo con maniglie Krisztián Berki dai Giochi di Pechino 2008.

## Medagliere generale
Il seguente medagliere, aggiornato a Parigi 2024, prende in considerazione anche le medaglie dei Giochi olimpici intermedi di Atene 1906.
In corsivo le nazioni (o le squadre) non più esistenti.
| Pos | Nazione                   | Oro | Argento | Bronzo | Totale |
| --- | ------------------------- | --- | ------- | ------ | ------ |
| 1   | Unione Sovietica          | 72  | 67      | 43     | 182    |
| 2   | Stati Uniti               | 40  | 44      | 42     | 126    |
| 3   | Giappone                  | 36  | 34      | 37     | 107    |
| 4   | Cina                      | 31  | 26      | 21     | 78     |
| 5   | Romania                   | 25  | 20      | 27     | 72     |
| 6   | Svizzera                  | 16  | 19      | 14     | 49     |
| 7   | Ungheria                  | 15  | 11      | 14     | 40     |
| 8   | Italia                    | 15  | 7       | 10     | 32     |
| 9   | Germania                  | 13  | 12      | 13     | 38     |
| 10  | Cecoslovacchia            | 12  | 13      | 10     | 35     |
| 11  | Russia                    | 10  | 15      | 19     | 44     |
| 12  | Squadra Unificata         | 9   | 5       | 4      | 18     |
| 13  | Finlandia                 | 8   | 5       | 12     | 25     |
| 14  | Germania Est              | 6   | 13      | 17     | 36     |
| 15  | Ucraina                   | 5   | 4       | 4      | 13     |
| 16  | Grecia                    | 5   | 3       | 4      | 13     |
| 17  | Jugoslavia                | 5   | 2       | 4      | 11     |
| 18  | Svezia                    | 5   | 2       | 1      | 8      |
| 19  | Francia                   | 3   | 10      | 9      | 22     |
| 20  | Brasile                   | 3   | 5       | 2      | 10     |
| 21  | Gran Bretagna             | 3   | 3       | 12     | 18     |
| 22  | Corea del Nord            | 3   | 0       | 0      | 3      |
| 22  | Paesi Bassi               | 3   | 0       | 0      | 3      |
| 24  | Corea del Sud             | 2   | 4       | 5      | 11     |
| 25  | Bulgaria                  | 2   | 2       | 6      | 10     |
| 26  | ROC                       | 2   | 2       | 4      | 8      |
| 27  | Spagna                    | 2   | 2       | 1      | 5      |
| 28  | Filippine                 | 2   | 0       | 0      | 2      |
| 29  | Danimarca                 | 1   | 2       | 1      | 5      |
| 29  | Norvegia                  | 1   | 2       | 1      | 5      |
| 31  | Polonia                   | 1   | 1       | 2      | 4      |
| 32  | Belgio                    | 1   | 1       | 1      | 3      |
| 32  | Squadra Unificata Tedesca | 1   | 1       | 1      | 3      |
| 34  | Austria                   | 1   | 1       | 0      | 2      |
| 34  | Israele                   | 1   | 0       | 0      | 1      |
| 34  | Lettonia                  | 1   | 1       | 0      | 2      |
| 37  | Algeria                   | 1   | 0       | 0      | 1      |
| 37  | Canada                    | 1   | 0       | 0      | 1      |
| 37  | Irlanda                   | 1   | 0       | 0      | 1      |
| 37  | Squadra mista             | 1   | 0       | 0      | 1      |
| 41  | Croazia                   | 0   | 2       | 0      | 2      |
| 42  | Armenia                   | 0   | 1       | 1      | 2      |
| 42  | Taipei cinese             | 0   | 1       | 1      | 2      |
| 44  | Colombia                  | 0   | 1       | 0      | 1      |
| 44  | Kazakistan                | 0   | 1       | 0      | 1      |
| 46  | Bielorussia               | 0   | 0       | 4      | 4      |
| 47  | Germania Ovest            | 0   | 0       | 1      | 1      |
| 47  | Turchia                   | 0   | 0       | 1      | 1      |
| 47  | Uzbekistan                | 0   | 0       | 1      | 1      |

## Albo d'oro

### Atleti plurimedagliati
La lista, aggiornata a Londra 2012 riguarda le gare individuali e le gare a squadre, sia maschili che femminili, ed è ordinata per numero di medaglie totali. La ginnasta più medagliata nella storia delle Olimpiadi è Larisa Latynina, vincitrice di 18 medaglie, che la rendono anche la seconda atleta più medagliata in assoluto.
| Atleta             | Nazione          | Oro | Argento | Bronzo | Totale |
| ------------------ | ---------------- | --- | ------- | ------ | ------ |
| Boris Šachlin      | Unione Sovietica | 7   | 4       | 2      | 13     |
| Takashi Ono        | Giappone         | 5   | 4       | 4      | 13     |
| Sawao Katō         | Giappone         | 8   | 3       | 1      | 12     |
| Aleksej Nemov      | Russia           | 4   | 2       | 6      | 12     |
| Věra Čáslavská     | Cecoslovacchia   | 7   | 4       | 0      | 11     |
| Viktor Čukarin     | Unione Sovietica | 7   | 3       | 1      | 11     |
| Akinori Nakayama   | Giappone         | 6   | 2       | 2      | 10     |
| Vital' Ščėrba      | Unione Sovietica | 6   | 0       | 4      | 10     |
| Ágnes Keleti       | Ungheria         | 5   | 3       | 2      | 10     |
| Polina Astachova   | Unione Sovietica | 5   | 2       | 3      | 10     |
| Aleksandr Ditjatin | Unione Sovietica | 3   | 6       | 1      | 10     |